# Leichtathletik-Weltmeisterschaften 2023/35 km Gehen der Frauen

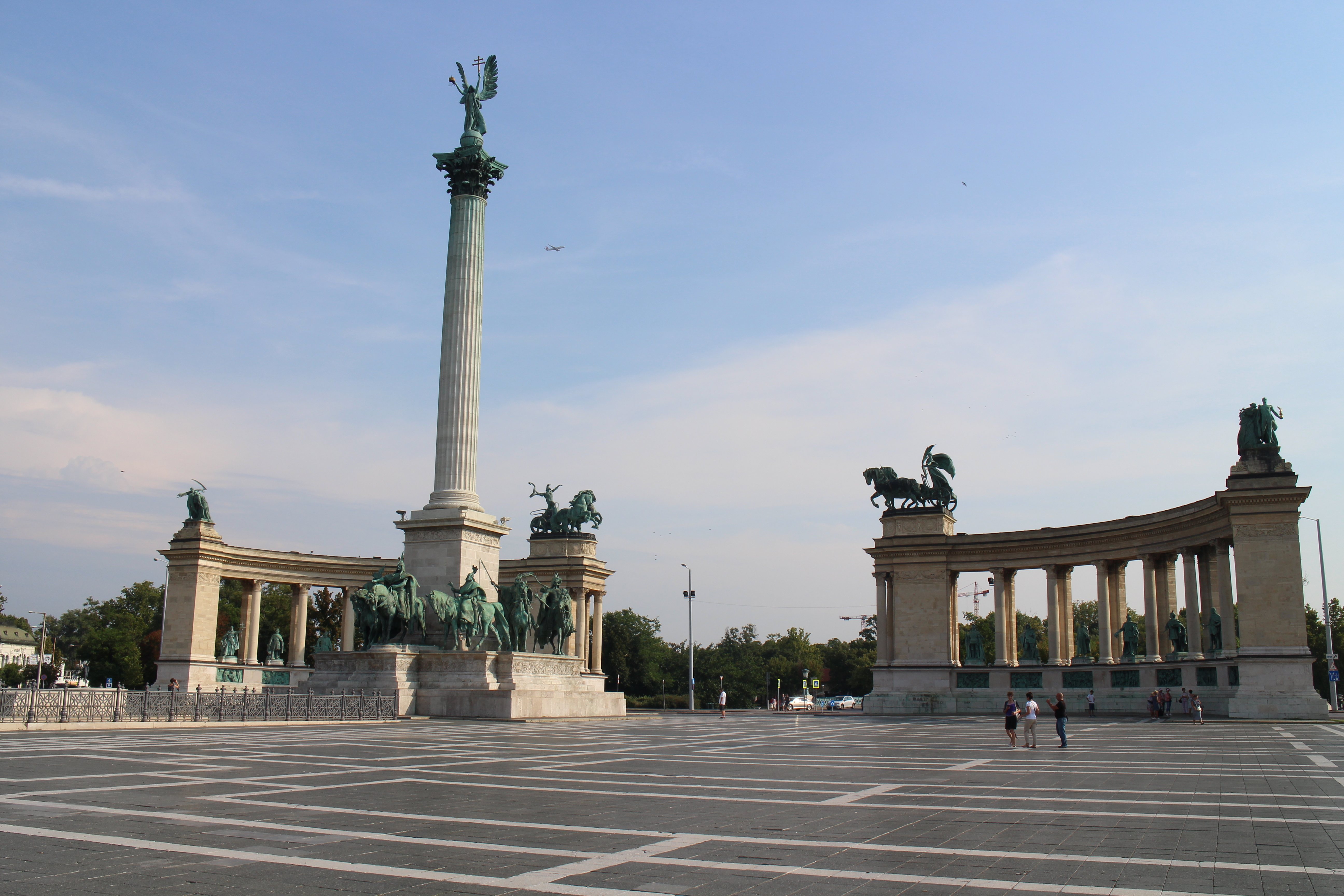
Heldenplatz: Start und Ziel der Gehwettbewerbe und der Marathonläufe

Das 35-km-Gehen der Frauen bei den Leichtathletik-Weltmeisterschaften 2023 wurde am 24. August 2023 auf einem Rundkurs in der ungarischen Hauptstadt Budapest ausgetragen.
46 Athletinnen aus 22 Ländern nahmen an dem Wettbewerb teil.
Weltmeisterin wurde wie vier Tage zuvor über die Distanz von zwanzig Kilometern die Spanierin María Pérez García. Sie siegte vor der peruanischen Titelverteidigerin Kimberly García León. Bronze ging an die Griechin Antigoni Drisbioti.

## Rekorde

### Bestehende Rekorde
| Weltrekord – inoffiziell | 2:37:15 h | María Pérez García   | Poděbrady, Tschechien | 21. Mai 2023  |
| Weltmeisterschaftsrekord | 2:39:16 h | Kimberly García León | WM Eugene, USA        | 22. Juli 2022 |

### Rekordverbesserungen
Im Wettkampf am 24. August wurden ein neuer Championshiprekord (CR) sowie drei neue Landesrekorde aufgestellt.
- Weltmeisterschaftsrekord:
  - 2:38:40 h – María Pérez García, Spanien
- Landesrekorde:
  - 2:44:40 h – Viviane Lyra, Brasilien
  - 2:49:06 h – Tereza Ďurdiaková, Tschechien
  - 2:50:44 h – Alejandra Ortega, Mexiko

## Durchführung
Es gab keine Vorrunde, alle 46 Geherinnen gingen gemeinsam an den Start. Eine Besonderheit bestand darin, dass dieser Wettbewerb gemeinsam mit Frauen und Männern ausgetragen wurde.

## Legende
Kurze Übersicht zur Bedeutung der Symbolik – so üblicherweise auch in sonstigen Veröffentlichungen verwendet:
- CR: Championshiprekord
- NR: nationaler Rekord
- DSQ: disqualifiziert
- DNS: nicht am Start (did not start)
- DNF: Wettkampf nicht beendet (did not finish)
- PLZ210: Zeitstrafe von 3:30 min
- IWR: Internationale Wettkampfregeln
- TR: Technische Regeln
- Bod: Verwarnung für Verlust des Bodenkontakts
- Knie: Verwarnung für fehlende Kniestreckung

## Ergebnis

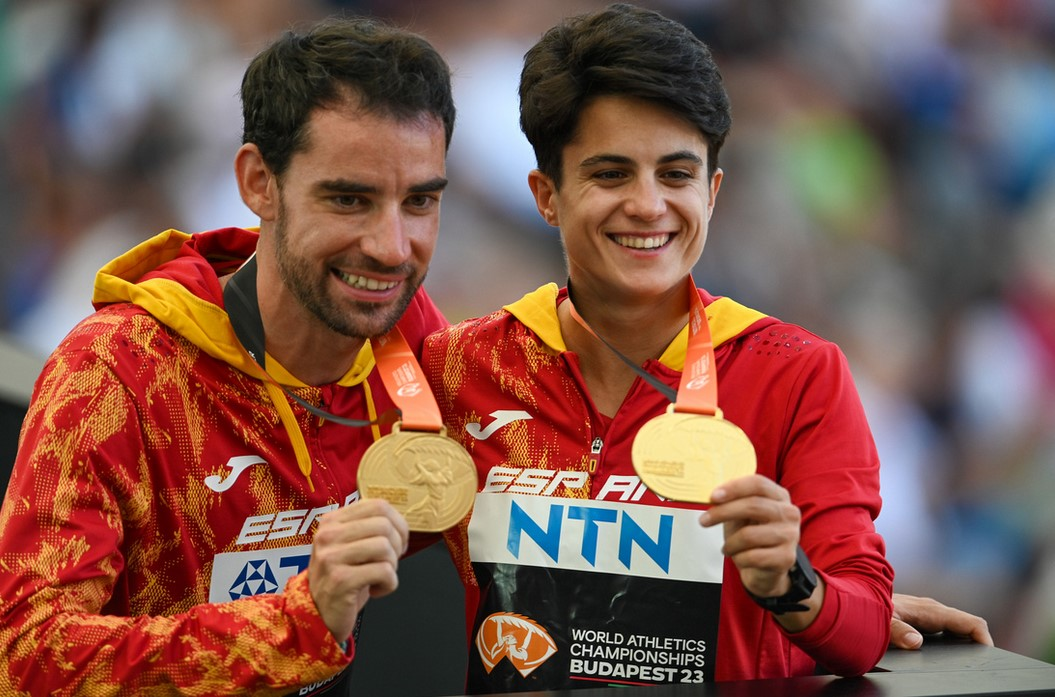
Álvaro Martín und María Pérez García gewannen in einem gemeinsam gestarteten Wettkampf Gold im 35-km-Gehen – beide hatten zuvor auch den Titel über die Distanz von zwanzig Kilometern gewonnen

24. August 2023, 7:00 Uhr Ortszeit
| Platz | Name                    | Nation              | Verwarnungen        | Zeit (h)                                                 |
| ----- | ----------------------- | ------------------- | ------------------- | -------------------------------------------------------- |
| 1     | María Pérez García      | Spanien             | Knie                | 2:38:40 CR                                               |
| 2     | Kimberly García León    | Peru                | Knie                | 2:40:52                                                  |
| 3     | Antigoni Drisbioti      | Griechenland        | Bod                 | 2:43:22                                                  |
| 4     | Viviane Lyra            | Brasilien           |                     | 2:44:40 NR                                               |
| 5     | Cristina Montesinos     | Spanien             |                     | 2:45:32                                                  |
| 6     | Evelyn Inga             | Peru                |                     | 2:46:18                                                  |
| 7     | Serena Sonoda           | Japan               | Bod                 | 2:46:32                                                  |
| 8     | Olga Chojecka           | Polen               |                     | 2:46:48                                                  |
| 9     | Magaly Bonilla          | Ecuador             |                     | 2:47:09                                                  |
| 10    | Tereza Ďurdiaková       | Tschechien          |                     | 2:49:06 NR                                               |
| 11    | Bai Xueying             | Volksrepublik China |                     | 2:49:34                                                  |
| 12    | Alejandra Ortega        | Mexiko              |                     | 2:50:44 NR                                               |
| 13    | Raquel González         | Spanien             |                     | 2:51:53                                                  |
| 14    | Masumi Fuchise          | Japan               |                     | 2:52:57                                                  |
| 15    | Federica Curiazzi       | Italien             |                     | 2:53:27                                                  |
| 16    | Viktória Madarász       | Ungarn              |                     | 2:53:30                                                  |
| 17    | Johana Ordóñez          | Ecuador             |                     | 2:54:58                                                  |
| 18    | Agnieszka Ellward       | Polen               |                     | 2:56:51                                                  |
| 19    | Sara Vitiello           | Italien             |                     | 2:57:00                                                  |
| 20    | Wassilina Sydortschuk   | Ukraine             | Knie/Knie/Knie      | 2:57:24 IWR 230, TR54.7.3 – PLZ210 (Zeitstrafe 3:30 min) |
| 21    | Allanah Pitcher         | Australien          | Knie                | 2:57:55                                                  |
| 22    | Rita Récsei             | Ungarn              |                     | 2:59:37                                                  |
| 23    | Anabelly Orjuela        | Kolumbien           |                     | 2:59:58                                                  |
| 24    | Maria Michta-Coffey     | USA                 |                     | 3:01:22                                                  |
| 25    | Mária Katerinka Czaková | Tschechien          |                     | 3:01:53                                                  |
| 26    | Kyriaki Filtisakou      | Griechenland        |                     | 3:02:16                                                  |
| 27    | Nicole Colombi          | Italien             | Knie/Knie/Knie      | 3:02:29 IWR 230, TR54.7.3 – PLZ210 (Zeitstrafe 3:30 min) |
| 28    | Hana Burzalová          | Tschechien          |                     | 3:02:47                                                  |
| 29    | Bianca Maria Dittrich   | Deutschland         |                     | 3:03:05                                                  |
| 30    | Ilse Guerrero           | Mexiko              |                     | 3:03:41                                                  |
| 31    | Ema Hačundová           | Slowakei            |                     | 3:05:43                                                  |
| 32    | Karla Jaramillo         | Ecuador             |                     | 3:05:55                                                  |
| 33    | Austėja Kavaliauskaitė  | Litauen             | Knie                | 3:08:11                                                  |
| 34    | Alina Zwilij            | Ukraine             | Knie                | 3:09:23                                                  |
| 35    | Miranda Melville        | USA                 | Knie/Knie/Knie      | 3:09:41 IWR 230, TR54.7.3 – PLZ210 (Zeitstrafe 3:30 min) |
| 36    | Elianay Pereira         | Brasilien           |                     | 3:16:11                                                  |
| DNF   | Érica de Sena           | Brasilien           | Knie                |                                                          |
| DNF   | Li Maocuo               | Volksrepublik China |                     |                                                          |
| DNF   | Qieyang Shijie          | Volksrepublik China |                     |                                                          |
| DNF   | Olga Fiaska             | Griechenland        | Knie/Knie           |                                                          |
| DNF   | Galina Yakusheva        | Kasachstan          |                     |                                                          |
| DNF   | Inês Henriques          | Portugal            |                     |                                                          |
| DNF   | Mihaela Acatrinei       | Rumänien            |                     |                                                          |
| DNF   | Ana Rodean              | Rumänien            |                     |                                                          |
| DSQ   | Katarzyna Zdziebło      | Polen               | Bod/Bod/Bod/Knie    | IWR 230, TR54.7.5 – Disqualifikation                     |
| DSQ   | Stephanie Casey         | USA                 | Knie/Knie/Knie/Knie | IWR 230, TR54.7.5 – Disqualifikation                     |
| DNS   | Rebecca Henderson       | Australien          |                     |                                                          |

## Videolink
- Pérez storms to race walk double | World Athletics Championships Budapest 23, youtube.com, abgerufen am 22. September 2023